# Большие девочки не плачут… они дают сдачи
«Большие девочки не плачут… они дают сдачи» (англ. Big Girls Don't Cry… They Get Even) — кинокомедия 1992 года.

## Сюжет
Фильм рассказывает историю о молодой девушке Лоре Чартофф, сбежавшей из дома после конфликта с отчимом Кейтом. Она уходит жить в домик к своему сводному брату Джошу, который также ушёл из дома из-за упрямства и воинственного настроя Кейта, его отца. Когда их семейство заявляется туда, Лора снова бежит, думая, что Джош выдал её. В своём странствии она знакомится с множеством колоритных персонажей, включая малолетних грабителей и слишком счастливые семьи. Лору разыскивают двое полицейских и всё её неблагополучное семейство. После понимания того, что она не может вечно бегать от своей семьи, даже несмотря на развод родителей и повторный брак матери, Лора возвращается домой, чтобы обнять родных.

## В ролях
| Актёр             | Роль         |
| ----------------- | ------------ |
| Хиллари Вульф     | Лора Чартофф |
| Гриффин Данн      | Дэвид        |
| Дэн Футтерман     | Джош         |
| Патриция Кэлембер | Барбара      |
| Дженни Льюис      | Карина       |
| Бен Сэвадж        | Сэм          |
| Джесика Силли     | Джесси       |
| Эдриэнн Шелли     | Стефани      |
| Дэвид Стрэтэйрн   | Кейт         |